# Sileshi Sihine
Sileshi Sihine (Sheno, 9 maggio 1983) è un mezzofondista etiope.

## Biografia
Pur non avendo mai vinto competizioni di assoluto livello, può vantare nel proprio palmarès due medaglie d'argento ai Giochi olimpici nella specialità dei 10 000 metri. Ha ottenuto i due allori nel 2004 ad Atene e nel 2008 a Pechino, classificandosi in entrambe le occasioni alle spalle del connazionale Kenenisa Bekele.
Ai Campionati mondiali di atletica leggera, inoltre, ha conquistato tre medaglie d'argento, due nei 10 000 metri (2005 e 2007) e una nei 5 000 metri (2005), e una di bronzo sempre sui 10 000 (2003).
È sposato con Tirunesh Dibaba, campionessa olimpica nei 5 000 e 10 000 metri a Pechino 2008.

## Record personali
- 3 000 metri: 7'29"92, 28 agosto 2005 a Rieti, Italia
- 5 000 metri: 12'47"04, 2 luglio 2004 a Roma, Italia
- 10 000 metri: 26'39"96, 31 maggio 2005 a Hengelo, Paesi Bassi
- 10 km su strada: 27'56", 21 novembre 2004 a Nimega, Paesi Bassi
- 15 km su strada: 41'38", 21 novembre 2004 a Nimega, Paesi Bassi
- 20 km su strada: 58'09", 1º ottobre 2005 a Edmonton, Canada
- Mezza maratona: 1h01'14", 1º ottobre 2005 a Edmonton, Canada

## Palmarès
| Anno | Manifestazione             | Sede      | Evento         | Risultato | Prestazione | Note |
| ---- | -------------------------- | --------- | -------------- | --------- | ----------- | ---- |
| 2002 | Mondiali di campestre      | Dublino   | Corsa juniores | 6º        | 23'42       |      |
| 2002 | Mondiali juniores          | Kingston  | 10000 m piani  | Argento   | 29'03"74    |      |
| 2003 | Mondiali di campestre      | Losanna   | Corsa lunga    | 7º        | 37'03       |      |
| 2003 | Mondiali                   | Parigi    | 10000 m piani  | Bronzo    | 27'01"44    |      |
| 2003 | Giochi panafricani         | Abuja     | 10000 m piani  | Oro       | 27'42"13    |      |
| 2004 | Mondiali di campestre      | Bruxelles | Corsa lunga    | Bronzo    | 36'11       |      |
| 2004 | Giochi olimpici            | Atene     | 10000 m piani  | Argento   | 27'09"39    |      |
| 2005 | Mondiali                   | Helsinki  | 5000 m piani   | Argento   | 13'32"81    |      |
| 2005 | Mondiali                   | Helsinki  | 10000 m piani  | Argento   | 27'08"87    |      |
| 2005 | Mondiali di mezza maratona | Edmonton  | Mezza maratona | 4º        | 1h01'14     |      |
| 2006 | Mondiali di campestre      | Fukuoka   | Corsa corta    | 12º       | 11'12       |      |
| 2006 | Mondiali di campestre      | Fukuoka   | Corsa lunga    | Argento   | 35'43       |      |
| 2007 | Mondiali                   | Osaka     | 10000 m piani  | Argento   | 27'09"03    |      |
| 2008 | Giochi olimpici            | Pechino   | 10000 m piani  | Argento   | 27'02"77    |      |
| 2010 | Campionati africani        | Nairobi   | 10000 m piani  | dnf       | dnf         |      |
| 2011 | Mondiali                   | Taegu     | 10000 m piani  | 8º        | 27'34"11    |      |

## Altre competizioni internazionali
2002
- Oro al Cross Internacional de Venta de Baños ( Venta de Baños) - 32'37"

2003
- 5º alle IAAF World Athletics Final ( Monaco), 5.000 metri - 13'24"61
- Oro alla Great Ethiopian Run ( Addis Abeba) - 29'52"
- Oro al Cross Internacional de Venta de Baños ( Venta de Baños) - 31'29"

2004
- Oro alle IAAF World Athletics Final ( Monaco), 5.000 metri - 13'06"95
- Oro alla Zevenheuvelenloop ( Nimega) - 41'38"
- Oro al Memorial Peppe Greco ( Scicli) - 28'41"

2005
- Oro alle IAAF World Athletics Final ( Monaco), 5.000 metri - 13'39"40

2006
- Oro alla Corrida de Houilles ( Houilles) - 28'23"

2007
- Oro al Golden Gala ( Roma), 5000 m - 13'01"46
- Oro alla Zevenheuvelenloop ( Nimega) - 42'24"
- Oro al Juan Muguerza Cross-Country Race ( Elgoibar) - 31'08"
- 6º alle IAAF World Athletics Final ( Stoccarda), 5.000 metri - 13'41"04

2008
- Oro al Memorial Van Damme ( Buxelles), 10000 m piani - 27'06"97

2009
- Oro al Golden Gala ( Roma), 5000 m - 13'04"94
- Oro alla Zevenheuvelenloop ( Nimega) - 42'14"

2011
- Argento alla Alphen aan den Rijn 20 km ( Alphen aan den Rijn) - 59'27"